# Reinhard Höhn
Reinhard Höhn (* 29. Juli 1904 in Gräfenthal; † 14. Mai 2000 in Pöcking am Starnberger See) war ein führender deutscher Ideologe in der Zeit des Nationalsozialismus und Verwaltungsrechtler. Der Mitarbeiter des SD-Hauptamts schuf in der Nachkriegszeit das Harzburger Modell.

## Leben bis 1945

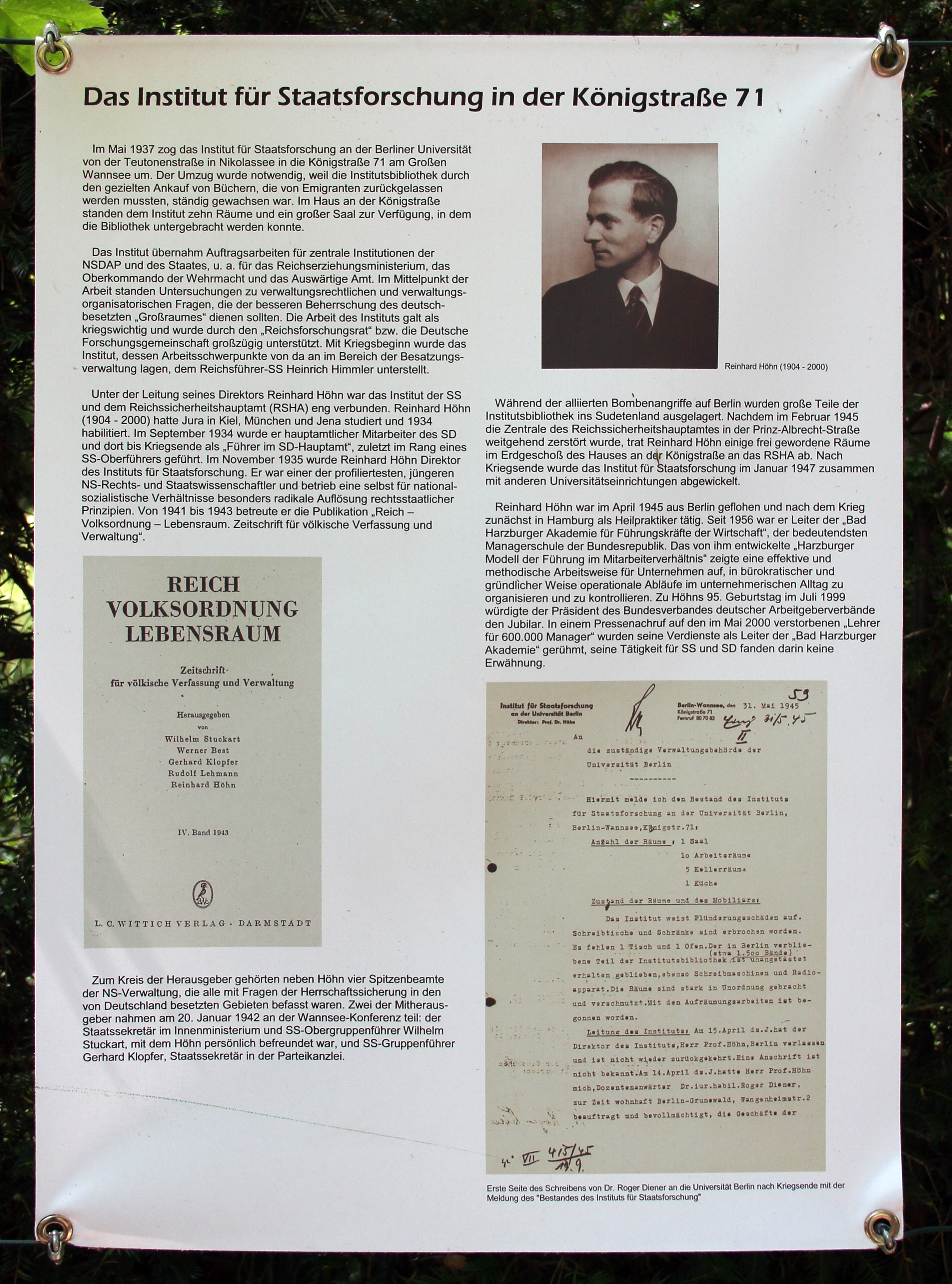
Gedenktafel am Haus, Am Großen Wannsee 58, in Berlin-Wannsee

Der Sohn eines Amtsanwalts wurde 1922 Mitglied des Deutsch-Völkischen Schutz- und Trutzbundes und studierte ab 1923 Rechtswissenschaft. 1929 erfolgte Höhns Promotion an der Universität Jena mit der Arbeit Stellung des Strafrichters in den Gesetzen der französischen Revolutionszeit.
Zwischen 1923 und 1932 war Höhn Mitglied des Jungdeutschen Ordens und enger Mitarbeiter von Artur Mahraun, über den er 1929 ein Buch publizierte: Artur Mahraun, der Wegweiser der Nation.
Zum 1. Mai 1933 trat Höhn in die NSDAP (Mitgliedsnummer 2.175.900) und im Dezember desselben Jahres in die SS ein (SS-Nummer 36.229). Von 1933 bis 1935 war er Hauptabteilungsleiter im SD-Hauptamt. Sein direkter Vorgesetzter war Reinhard Heydrich. Geworben wurde er von einem Bekannten, den Juristen und kurzzeitigen SD-Chef in Berlin-Brandenburg Hans Kobelinski.
Höhn machte rasch Karriere. Als Assistent von Franz Wilhelm Jerusalem war er 1934 maßgeblich an der Organisation und Durchführung eines Soziologentreffens in Jena beteiligt, auf dem Ferdinand Tönnies als Präsident und Leopold von Wiese als Geschäftsführer der Deutschen Gesellschaft für Soziologie entmachtet wurden, um die „Gleichschaltung“ der Soziologenvereinigung zu betreiben.
Höhn habilitierte sich vor Oktober 1934 an der Ruprecht-Karls-Universität Heidelberg mit der Arbeit Der individualistische Staatsbegriff und die juristische Staatsperson in der Juristischen Fakultät, die erweitert 1935 unter diesem Titel im Carl Heymanns Verlag (Berlin) erschien. Das Vorwort der veröffentlichten Monographie ist auf „Oktober 1934“ datiert. Höhn dankte im Vorwort namentlich nur Roger Diener, der ihm „vor allem bei den naturrechtlichen Untersuchungen wertvolle Hilfe geleistet“ habe. Das Rektorat der Universität Heidelberg hatte bereits für den 12. Mai 1934 zur „öffentlichen Antrittsvorlesung“ Höhns eingeladen.
Gemeinsam mit weiteren SS-Intellektuellen wie bspw. Werner Best sorgte Höhn 1936 für das Ende der Karriere von Carl Schmitt im Dritten Reich. Sie warfen Schmitt u. a. vor, in seinem Gedankengebäude das „völkische Denken“ mit dessen Kategorien von Blut, Rasse und Volk sträflich zu vernachlässigen.
Ab 1936 war Höhn Mitglied der nationalsozialistischen Akademie für deutsches Recht und stellvertretender Vorsitzender des Ausschusses für Polizeirecht, Ausschussvorsitzender war Werner Best. 1936 versuchte er eine rechtsphilosophische Rechtfertigung des Führerprinzips, wobei er unter anderem schrieb: „Gegenüber Führerentscheidungen, die in Form eines Gesetzes oder einer Verordnung gekleidet sind, steht dem Richter kein Prüfungsrecht zu“. 1938 legte er eine umfangreiche Abhandlung zum Verhältnis von Militär und Staat im Vormärz vor. 1939 wurde Höhn Abteilungsleiter im Reichssicherheitshauptamt (RSHA). Zwischen 1939 und 1945 war er Direktor des Instituts für Staatsforschung an der Friedrich-Wilhelms-Universität Berlin. Im Mai 1942 wurde er zum wissenschaftlichen Direktor der Internationalen Akademie für Staats- und Verwaltungswissenschaften ernannt. Von 1941 bis 1944 betreute er die Publikation Reich – Volksordnung – Lebensraum. Zeitschrift für völkische Verfassung und Verwaltung mit 6 Folgen im L. C. Wittich Verlag Darmstadt, ein geopolitisches Organ der SS für höhere Kader. Zum Herausgeberkreis gehörten vier weitere Spitzenbeamte, die ebenfalls mit Fragen der Herrschaftssicherung in den von Deutschland besetzten Gebieten befasst waren. Zwei dieser Mitherausgeber nahmen am 20. Januar 1942 an der Wannsee-Konferenz zur endgültigen Vernichtung des europäischen Judentums teil: der Staatssekretär im Innenministerium und SS-Obergruppenführer, Wilhelm Stuckart, mit dem Höhn persönlich befreundet war, und SS-Gruppenführer Gerhard Klopfer, Staatssekretär in der Parteikanzlei. Weitere Herausgeber waren Werner Best und Rudolf Lehmann, Leiter der Rechtsabteilung im OKW. Autoren des Blattes waren u. a. Friedrich Berber, Viktor Bruns, Theodor Maunz, Gustav Adolf Walz, Paul Ritterbusch, Werner Daitz und Heinrich Muth.
1942 erhielt Höhn das Kriegsverdienstkreuz 2. Klasse ohne Schwerter. In der Hierarchie der SS wurde Höhn 1939 zum SS-Standartenführer, 1944 zum SS-Oberführer befördert und er erhielt den Ehrendegen des Reichsführers-SS.
Der Mahraun-Schüler Höhn lehnte den liberalen Verfassungsstaat und die Demokratie ab und suchte nach rechtsphilosophischen Begründungen für die „Volksgemeinschaft als Artgemeinschaft des Volkes“ und den „Führerstaat“. Auch trat er gegen Ende des Krieges für ein hartes Strafrecht gegenüber Nichtdeutschen ein und vertrat 1944 die Ansicht, dass der Eid auf Adolf Hitler auch über dessen Tod hinaus Gültigkeit besäße. Er gehörte zu den profiliertesten NS-Rechts- und Staatswissenschaftlern und betrieb eine selbst für nationalsozialistische Verhältnisse besonders radikale Auflösung rechtsstaatlicher Prinzipien.

## Karriere nach 1945
Nach dem Krieg beschaffte sich Höhn falsche Papiere unter dem Namen Rudolf Haeberlein und entging der Entnazifizierung. Er ließ sich von seinen Töchtern „Onkel Rudi“ nennen und ging in Lippstadt einer Arbeit als Heilpraktiker nach. Ab 1950 praktizierte er unter seinem bürgerlichen Namen und bekam Ärger mit den Behörden, weil er seine Heilpraktikerpraxis unter dem Titel „Prof. Dr.“ führte. 1958 wurde er wegen seiner Aktivitäten in der Zeit des Nationalsozialismus von einem Westberliner Gericht zu einer Strafe von 12.000 DM verurteilt. Zahlreiche von Höhns Schriften aus der Zeit des Nationalsozialismus wurden in der Sowjetischen Besatzungszone und in der Deutschen Demokratischen Republik auf die Liste der auszusondernden Literatur gesetzt.
Im Jahr 1953 wurde Höhn Direktor in der 1946 gegründeten Deutschen Volkswirtschaftlichen Gesellschaft. 1956 gründete Höhn die Akademie für Führungskräfte der Wirtschaft in Bad Harzburg. 1962 stellte Höhn sein „geschlossenes“ Management-System, das Harzburger Modell vor, das in den folgenden Jahrzehnten die Unternehmensführung in Deutschland bestimmte. Das Modell war eingebettet in den Harzburger Bildungsverbund, dessen bekanntester Bestandteil die Akademie für Führungskräfte der Wirtschaft war.
Höhn scheint sich nach dem Krieg der demokratisch verfassten Grundordnung der Bundesrepublik angepasst zu haben, ohne in der Frage des Führereids eine neue grundsätzliche Erklärung abgegeben zu haben. Allerdings war umstritten, inwieweit er seine antidemokratischen Ansichten tatsächlich abgelegt hat. 1965 widmete das Braunbuch der DDR Höhn zwei Seiten.  Als der Journalist Bernt Engelmann im Dezember 1971 einen Artikel in der SPD-Zeitung Vorwärts unter dem Titel Schmiede der Elite. Wo Bosse kommandieren lernen. Im Harzburger „Führer“-Hauptquartier lehrt Ex-General Höhn Planspiele gegen die Demokratie veröffentlichte, führte die danach geführte öffentliche Debatte dazu, dass Verteidigungsminister Helmut Schmidt im März 1972 die Zusammenarbeit der Bundeswehr mit der Harzburger Akademie beendete.
In den 1980er Jahren wurde in der Bundesrepublik sukzessive Höhns Managementmodell vom Management by Objectives abgelöst.

## Sonstiges
Einer der bekanntesten Schüler Höhns ist Rolf H. Ruhleder, der bis 1989 Marketingleiter der Harzburger Akademie war.

## Veröffentlichungen (Auswahl)
- Artur Mahraun, der Wegweiser zur Nation. Sein politischer Weg aus seinen Reden und Aufsätzen, Schleswig-Holsteinische Verlags-Anstalt, Rendsburg 1929.
- Der bürgerliche Rechtsstaat und die neue Front. Die geistesgeschichtliche Lage einer Volksbewegung, Berlin 1929.
- Die Staatswissenschaft und der Jungdeutsche Staatsvorschlag, Berlin 1929.
- Allgemeines Schuldrecht. Lehrbuch, Berlin 1934.
- Die Wandlung im staatsrechtlichen Denken, Hamburg 1934.
- Vom Wesen der Gemeinschaft. Vortrag, gehalten auf der Landesführerschule des deutschen Arbeitsdienstes, Berlin 1934.
- Der individualistische Staatsbegriff und die juristische Staatsperson, Berlin 1935
- Rechtsgemeinschaft und Volksgemeinschaft, Hamburg 1935.
- Otto von Gierkes Staatslehre und unsere Zeit, zugleich eine Auseinandersetzung mit dem Rechtssystem des 19. Jahrhunderts, Hamburg 1936.
- mit Theodor Maunz und Ernst Swoboda: Grundfragen der Rechtsauffassung, München 1938.
- Verfassungskampf und Heereseid. Der Kampf des Bürgertums um das Heer (1815–1850), Leipzig 1938.
- Hrsg., Das ausländische Verwaltungsrecht der Gegenwart. Wesen, Aufgabe und Stellung der Verwaltung in Italien, Frankreich, Großbritannien und USA, Berlin 1940.
- Frankreichs demokratische Mission in Europa und ihr Ende, Darmstadt 1940.
- mit Wilhelm Stuckart und Herbert Schneider: Verfassungs-, Verwaltungs- und Wirtschaftsgesetze Norwegens. Sammlung der wichtigsten Gesetze, Verordnungen und Erlasse, Darmstadt 1942.
- Die englische Ideologie vom Volksaufstand in Europa, Prag 1944.
- Revolution, Heer, Kriegsbild, Darmstadt 1944.
- Scharnhorsts Vermächtnis, Bonn 1952.
- Die Führung mit Stäben in der Wirtschaft, Bad Harzburg 1961.
- mit Gisela Böhme, Menschenführung im Handel, Bad Harzburg 1962.
- Die Armee als Erziehungsschule der Nation. Das Ende einer Idee, Bad Harzburg 1963.
- Die Stellvertretung im Betrieb. Ein Führungs- und Organisationsproblem im modernen Unternehmen, Bad Harzburg 1964.
- mit Gisela Böhme, Führungsbrevier der Wirtschaft, Bad Harzburg 1966.
- Das tägliche Brot des Management, Bad Harzburg 1978, ISBN 3-8020-0201-6.

als Herausgeber
- Reich, Volksordnung, Lebensraum. Zeitschrift für völkische Verfassung und Verwaltung. 1941–1943.